# فیشباخ
فیشباخ (به لوکزامبورگی: Fëschbech) یک شهرداری در استان مرش کشور لوکزامبورگ است که ۱۹٫۶۱ کیلومترمربع مساحت دارد و جمعیت آن در سال ۲۰۰۹ میلادی ۷۳۹ نفر بوده‌است.